# Rabenmutter
Rabenmutter ist eine deutsche Tiermetapher, die als Schmäh- oder Schimpfwort (Dysphemismus) eine Mutter herabwürdigt, die ihre Kinder aus Sicht des Sprechers vernachlässigt. Der Begriff wird insbesondere für berufstätige Frauen verwendet, die sich angeblich ungenügend um ihre Kinder kümmern.

## Herkunft
Nachgewiesen ist der deutsche Begriff ‚Rabenmutter‘ erstmals 1350 in der Verwendung durch Konrad von Megenberg für Mütter sowie der Begriff ‚Rabeneltern‘ 1433 durch Konrad Bitschin. Über das Schmäh- oder Schimpfwort wird Mutterliebe bzw. Elternliebe als Pflichtgefühl dargestellt.
Der Begriff gehört bis heute zu den Schimpfwörtern im Themenvorrat der deutschen Gesellschaft.
Der Ausdruck geht vermutlich auf die Beobachtung zurück, dass junge Raben ähnlich wie junge Stare nach dem Verlassen des Nestes am Boden sehr unbeholfen erscheinen und als zu früh sich selbst überlassen beurteilt wurden. Junge Raben sind zwar Nesthocker, verlassen aber vor Erlangen der Flugfähigkeit aus eigenem Antrieb das Nest. Es ist insofern ein Trugschluss, dass Raben keine fürsorglichen Eltern seien. Die Elternvögel füttern die bettelnden Jungvögel tatsächlich einige Wochen lang und warnen und schützen ihre Jungen vor Feinden.
Martin Luther verwendete diese Beobachtung, als er das Alte Testament (Hi 38,41 ) übersetzte.
Das Gegenteil des Schimpfwortes der Rabeneltern ist der Begriff der Helikopter-Eltern. Das Gegenteil des weiblichen Stereotyps der Rabenmutter ist das der Gluckenmutter, einer bisweilen überfürsorglichen Mutter. Sie gehören zu den zahlreichen Begriffen, die ein Abweichen von Idealen bzw. Leitbildern der Elternschaft in Deutschland als inadäquates Maß an Fürsorge abwertend markieren.

## Verwendung
Mit dem Begriff „Rabenmutter“ wird häufig die zu starke Abwesenheit und unzureichende Nähe der Mutter zu ihren Kindern kritisiert. 
Heinrich Heine verwendete den Begriff für sein Vaterland: „Wir, ich meine Deutschland, die alte Rabenmutter“ (in: Reaktion auf den Tod Carl Leberecht Immermanns, Werke, Band IX, S. 162 f., Hrsg. Karpeles).
Heute wird der Begriff auch für Mütter verwendet, die sich auf andere Weise teilweise oder dauerhaft von ihren Kindern trennen, zum Beispiel sie zur Adoption freigeben. Nicht selten werden berufstätige Mütter polemisch als Rabenmütter bezeichnet.
Oft ist damit auch eine Frage nach Geschlechterrollen verbunden (vgl. Weiblichkeit, Männlichkeit). In der feministischen Linguistik wird der Begriff kritisiert, weil durch seine Verwendung alte Rollenbilder fortgeschrieben würden. Die SPÖ-Frauen Steiermark veranstalten seit 2002 einen „Rabenmuttertag“, auf dem atypische Frauenbeschäftigungen thematisiert werden. 
Metaphorisch wird Rabenmutter in den Medien und der Alltagssprache vielfältig benutzt, beispielsweise „Die Alma mater – eine Rabenmutter?“.

## Analoge und verwandte Bezeichnungen
Analog zur Rabenmutter existieren die Ausdrücke Rabenvater und  Rabeneltern. Sie werden seltener verwendet. Das mag daran liegen, dass gemäß herkömmlicher Geschlechterrolle von den Müttern stärker erwartet wird, sich um ihr Kind bzw. ihre Kinder zu kümmern. 
Rabenmutter gehört zu den Wörtern der deutschen Sprache, die in den meisten anderen Sprachen keine begriffliche Entsprechung haben. Das amerikanische Englisch kennt den pejorativen Ausdruck deadbeat dad bzw. deadbeat mom für Väter bzw. Mütter, die ohne wirtschaftliche Not und in voller Absicht für ihre Kinder keinen Unterhalt zahlen.
In Mexiko hat die wortwörtliche Übersetzung Mama Cuervo eine fast gegensätzliche Bedeutung: Sie beschreibt eine liebevolle Mutter, die das Positive an ihren Kindern in den Vordergrund stellt.